# بو (زبان برنامه‌نویسی)
بو (به انگلیسی: Boo) یک زبان برنامه‌نویسی شی گرا با ساختار ثابت و هدف عمومی می‌باشد که می‌پوید تا استفاده از حمایت زیر ساخت‌های مشترک زبان را ایجاد کند برای یونیکدهای بین‌المللی و برنامه‌های تحت وب چون از نحو نوشتاری الهام گرفته از پایتون استفاده می‌شود و تمرکز ویژه‌ای روی توسعه پذیری زبان و کامپایلر دارد
بعضی ویژگی‌های نوشتار شامل نوع استنتاج، مولد، چند روشی، تایپ شناور انتخابی، ماکروها، خاتمه انتخابی، پرداختن، و توابع درجه یک است
بوو از سال ۲۰۰۳ به‌طور فعال در حال توسعه است
بوو نرم‌افزار آزاد منتشر شده تحت لیسانس ساختار MIT/BSD است و با قالب‌های کاری مایکروسافت دات نت و مونو سازگار است.

## نمونه کد

### برنامه سلام دنیا
```
print
 
"Hello, world!"

```

### تابع تولیدکننده اعداد فیبوناچی
```
def
 
fib
():

    
a
,
 
b
 
=
 
0L
,
 
1L
       
#The 'L's make the numbers double word length (typically 64 bits)

    
while
 
true
:

        
yield
 
b

        
a
,
 
b
 
=
 
b
,
 
a
 
+
 
b

# Print the first 5 numbers in the series:

for
 
index
 
as
 
int
,
 
element
 
in
 
zip
(
range
(
5
),
 
fib
()):

    
print
(
"${index+1}: ${element}"
)

```